# Stelling van Tijdeman
In de getaltheorie, een deelgebied van de wiskunde, zegt de stelling van Tijdeman dat er ten hoogste een eindig aantal van opeenvolgende machten zijn. Opeenvolgende machten zijn bijvoorbeeld {\displaystyle 8=2^{3}} en {\displaystyle 9=3^{2}}. Het vermoeden van Catalan zegt dat dit ook het enige opeenvolgende machtspaar is.
Op een andere manier geformuleerd luidt de stelling: de verzameling van oplossingen in gehele getallen x, y, n, m van de exponentiële diofantische vergelijking
{\displaystyle y^{m}=x^{n}+1\,}
voor exponenten n en m, groter dan een, is eindig.
De stelling werd in 1976 bewezen door de Nederlandse getaltheorist Robert Tijdeman, wat een sterke impuls gaf in de richting van het uiteindelijke bewijs van het vermoeden van Catalan door Preda Mihăilescu. 
Dat de machten opeenvolgend zijn is essentieel voor Tijdemans bewijs; als we een verschil van een door enig ander verschil k vervangen en vragen naar het aantal oplossingen
van
{\displaystyle y^{m}=x^{n}+k\,}
waar n en m groter dan een zijn, hebben we een onopgelost probleem. Het wordt vermoed dat deze verzameling ook eindig is; haar eindigheid zou bijvoorbeeld kunnen volgen uit het ABC-vermoeden.